# Frank Dressler
Frank Dressler (Landshut, 30 settembre 1976) è un ex ciclista su strada tedesco, professionista dal  2004 al 2013.

## Carriera
Nel 2008 ottenne un terzo posto alla Gullegem Koerse.

## Palmarès
- 2007

Wielertrofee Jong Maar
- 2008

GP Etienne de Wilde
- 2010

Ronde Peveloise